# Caracol (Haiti)
Caracol, in creolo haitiano Karakòl, è un comune di Haiti facente parte dell'arrondissement di Trou-du-Nord nel dipartimento del Nord-Est.